# Премия Шиллера (Пруссия)

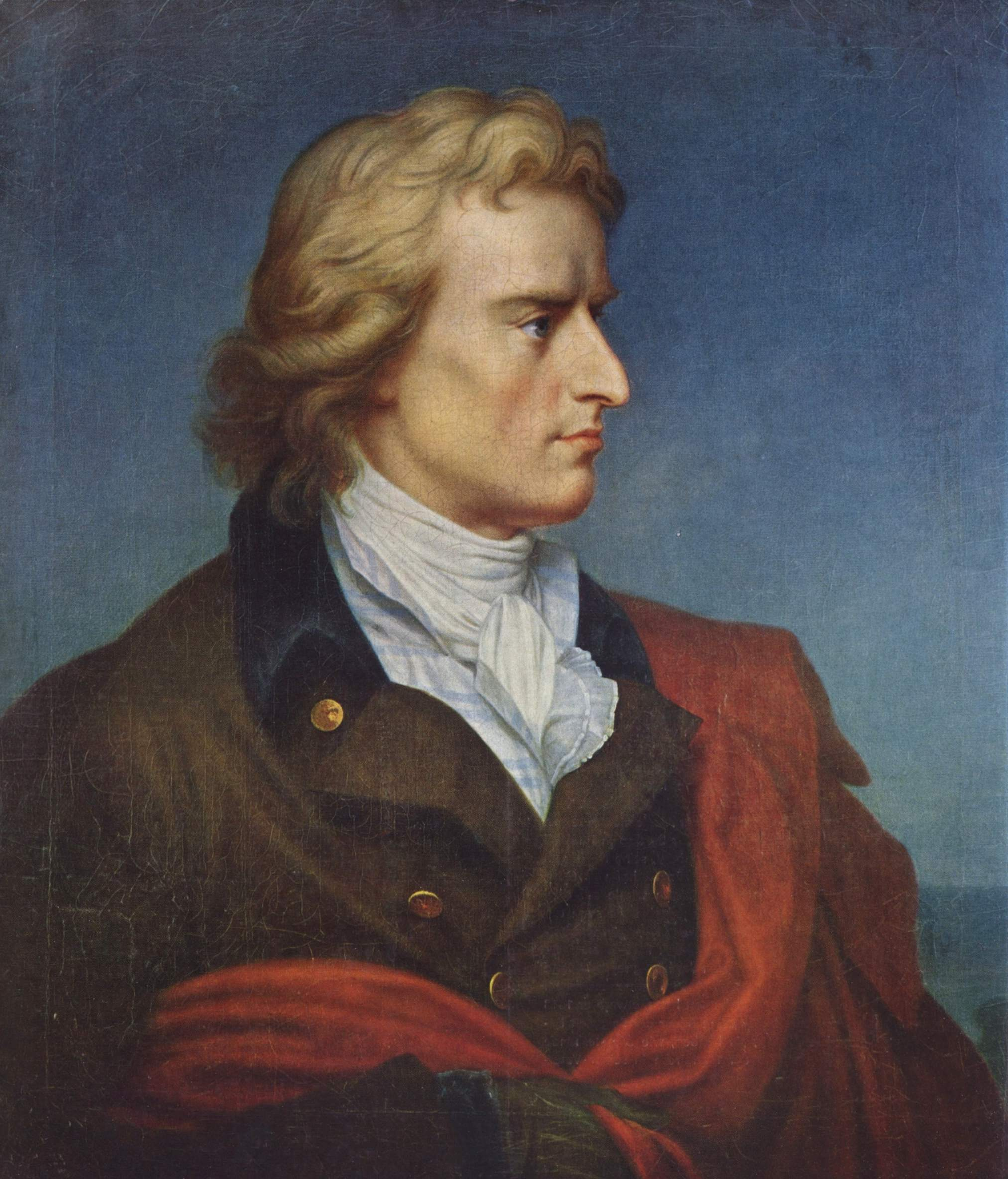
Фридрих Шиллер

Премия Шиллера (нем. Schiller-Preis) — литературная премия, которой награждались немецкие литераторы.
Учреждена в Пруссии в 1859 году по случаю 100-летия со дня рождения Фридриха Шиллера принцем-регентом, позднее кайзером Вильгельмом I.
Премия Шиллера присуждалась раз в три года за выдающиеся литературные и драматические произведения, созданные за этот период времени. Победитель награждался денежной премией в размере 1000 золотых талеров. Премия могла присуждать нескольким лауреатам одновременно при этом сумма делилась пропорционально.
В ноябре 1901 года по указу императора Германии Вильгельма II в положения о награждении были внесены поправки, предусматривавшие, что премия Шиллера присуждалась каждые шесть лет, но могла присуждаться дважды в течение последних двенадцати лет.

## Лауреаты Прусской премии Шиллера
- 1863 — Кристиан Фридрих Хеббель
- 1866 — Альберт Линднер
- 1869 — Эмануэль Гейбель
- 1878 — Франц Ниссель
- 1878 — Адольф фон Вильбрандт
- 1878 — Людвиг Анзенгрубер
- 1884 — Эрнст фон Вильденбрух
- 1884 — Пауль Хейзе
- 1885 — Арно Хольц
- 1891 — Теодор Фонтане
- 1891 — Клаус Грот
- 1896 — Эрнст фон Вильденбрух